# Richard Wrangham
Richard Walter Wrangham (nacido en 1948) es un primatólogo británico. Sus estudios abarcan el comportamiento de los simios, la evolución humana, la violencia, y la cocina. Es relevante por sus estudios acerca de la autodomesticación humana. 

## Biografía
Tras su paso por la Universidad de Míchigan,  obtuvo plaza de Profesor de Antropología Biológica en Harvard. Su grupo de estudio es ahora parte del Departamento de Biología Evolutiva Humana.
Es codirector del Kibale Chimpanzee Project, encargado del estudio a largo plazo de los chimpancés de Kanyawara en Kibale parque nacional, Uganda. Su investigación culmina en el estudio de la evolución humana en la que usa las conclusiones basadas en la ecología conductista de los simios. Como estudiante de posgrado, Wrangham fue alumno de Robert Hinde y Jane Goodall.
Wrangham Es conocido predominantemente por su trabajo en los sistemas sociales de los primates, la historia evolutiva de la agresión humana (culminando en su libro con Dale Peterson, Demonic Males: Simios y los Orígenes de la Violencia Humana), y más recientemente su estudio de la cocina en su libro, Catching Fire: Cómo la cocina Nos Hizo Humanos. Es defensor de la neotenia y del vegetarianismo. Es un miembro de MacArthur Fellow.
Wrangham ha querido identificar comportamientos considerados "humanos" en chimpancés, como la cultura y la auto-medicación.

## Estudios
Wrangham Empezó su carrera como investigador con Jane Goodall estudiando al chimpancé común en Gombe. Se hizo amigo de Dian Fossey y la ayudó a instalar su organización de conservación del gorila de montaña.
Sus últimos trabajos se enfocan en la función que la cocina ha jugado en la evolución humana. Ha argumentado que cocinar la comida es obligatorio para los humanos a raíz de adaptaciones biológicas y que cocinar, en particular el consumo de tubérculos, podría explicar el aumento de cerebro en los homínidos, mandíbulas y dientes más pequeños, y disminución del dimorfismo sexual que ocurrió aproximadamente 1.8 millones de años. Algunos antropólogos discrepan con Wrangham, señalando que no hay evidencias sólidas de esto. Otros argumentan que antes que cocinar fue el consumo de carne lo que causó el cambio evolutivo a tripas más pequeñas y cerebros más grandes.

### Libros
- Demonic males. with Peterson, D., Boston, MA: Houghton Mifflin. 1996. ISBN 978-0-395-87743-2.
- Smuts, B.B., Cheney, D.L. Seyfarth, R.M., Wrangham, R.W., & Struhsaker, T.T. (Eds.) (1987). Primate Societies. Chicago: University of Chicago Press. ISBN 0-226-76715-9
- Catching Fire: How Cooking Made Us Human. Basic Books, 2009. ISBN 0-465-01362-7
- The Goodness Paradox: The Strange Relationship Between Virtue and Violence in Human Evolution. Pantheon, 2019. ISBN 978-1-101-87090-7

### Publicaciones
- Wrangham, R (1980). «An ecological model of female-bonded primate groups». Behaviour 75 (3–4): 262-300. doi:10.1163/156853980x00447.
- Wrangham, R.; Smuts, B. B (1980). «Sex differences in the behavioural ecology of chimpanzees in the Gombe National Park, Tanzania». Journal of Reproduction and Fertility. 28 Suppl: 13-31. PMID 6934308.
- Wrangham, R.; Conklin, N. L.; Chapman, C. A.; Hunt, K. D. (1991). «The significance of fibrous foods for Kibale Forest chimpanzees». Philosophical Transactions of the Royal Society of London. Series B, Biological Sciences 334 (1270): 171-178. PMID 1685575. doi:10.1098/rstb.1991.0106.
- Wrangham, R (1993). «The evolution of sexuality in chimpanzees and bonobos». Human Nature 4 (1): 47-79. PMID 24214293. doi:10.1007/bf02734089.
- Wrangham, R (1997). «Subtle, secret female chimpanzees». Science 277 (5327): 774-775. doi:10.1126/science.277.5327.774.
- Wrangham, R (1999). «Is military incompetence adaptive?». Evolution and Human Behavior 20 (1): 3-17. doi:10.1016/s1090-5138(98)00040-3.
- Wrangham, R.; Jones, J. H.; Laden, G.; Pilbeam, D.; Conklin-Brittain, N. L. (1999). «The raw and the stolen: Cooking and the ecology of human origins». Current Anthropology 40 (5): 567-594. PMID 10539941. doi:10.1086/300083.
- Eds. Muller, M. & Wrangham, R. (2009). 'Sexual Coercion in Primates and Humans'. Harvard University Press, Cambridge, MA.